# Vereinigung der Rundfunk-, Film- und Fernsehschaffenden
Vereinigung der Rundfunk-, Film- und Fernsehschaffenden (VRFF - Die Mediengewerkschaft, pol. Zrzeszenie Twórców Radiowych, Filmowych i Telewizyjnych) – niemiecki związek zawodowy. Należy do federacji DBB i ma siedzibę w Moguncji.
Związek został założony w roku 1964 jako organizacja niezrzeszona, bezpośrednio przed wyborami do pierwszej rady personelu państwowej stacji telewizyjnej ZDF. Związek VRFF zrzesza pracowników stacji radiowych i telewizyjnych, wytwórni filmowych itp.